# Perfect Sense
Perfect Sense (distribuida con el título Al final de los sentidos en algunos países americanos) es una película del 2011 dirigida por David Mackenzie, escrita por Kim Fupz Aakeson y protagonizada por Eva Green e Ewan McGregor. Las escenas se grabaron en varias ubicaciones en Glasgow.
La película se estrenó en el Festival de Cine de Sundance en el 2011.

## Sinopsis
La Tierra se encuentra frente a una epidemia global. En todos los continentes, la gente, en su sentido más literal, es privada de cada uno de sus sentidos: por razones que nadie puede comprender, la gente va perdiendo primero el olfato, luego el gusto, luego el oído, luego la vista. Entretanto, Michael (Ewan McGregor), chef de un restaurante, y Susan (Eva Green), epidemióloga vecina de ese restaurante, tienen una relación fugaz. Sin embargo, cuando se hace evidente que el mundo está llegando a su fin, logran darse cuenta de que se necesitan y aman mutuamente.

## Elenco
- Ewan McGregor como Michael.
- Eva Green como Susan.
- Connie Nielsen
- Stephen Dillane como Samuel.
- Ewen Bremner como James.
- Denis Lawson como Jefe.

|               |           |
| Ewan McGregor | Eva Green |